# Sarcophaga nitidiventris
Sarcophaga nitidiventris är en tvåvingeart som beskrevs av Malloch 1928. Sarcophaga nitidiventris ingår i släktet Sarcophaga och familjen köttflugor. Inga underarter finns listade i Catalogue of Life.